# Парусная ящерица Вебера
Парусная ящерица Вебера (лат. Hydrosaurus weberi) — вид ящериц из семейства агамовых. Видовой эпитет дан в честь нидерландского зоолога Макса Вильгельма Вебера (1852—1937).

## Описание
Длина тела составляет 1,2 м, при этом значительную часть длины занимает хвост. Наблюдается половой диморфизм — самцы крупнее самок, чья максимальная длина тела составляет 90 см. Туловище высокое, сжатое с боков. Голова массивная с укороченными челюстями. Пальцы задних конечностей окаймлены по краям плоской, четырёхугольной чешуёй, которая сливается в узкие лопасти, используемые при плавании. На спине имеется чешуйчатый гребень высотой 1 см, а в основании длинного хвоста — плоский кожный гребень, который поддерживается отростками хвостовых позвонков. Хвост и конечности довольно мощные.
Цвет кожи серо-коричневый или оливково-зелёный со множеством желтоватых чешуек на спине. Иногда заметен рисунок из более тёмных пятен или полос. Радужина красноватого цвета.

## Образ жизни
Любит густую растительность вдоль водоёмов. Значительную часть жизни проводит у воды. Хорошо передвигается по деревьям и кустарникам, хорошо плавает. Прячется при опасности на деревьях или в воде. Активна днём. Питается рыбой, ракообразными, насекомыми и их личинками, беспозвоночными, фруктами, растительной пищей. Продолжительность жизни составляет 10 лет.

## Размножение
Это яйцекладущая ящерица. Половая зрелость наступает в 2 года. Период спаривания продолжается с февраля по апрель. Беременность длится 10—11 недель. Самка откладывает во влажный песок 15 яиц овальной формы длиной 3—4 см. Через 90 дней появляются молодые ящерицы длиной 16—20 см.

## Распространение
Это эндемик Индонезии. Встречается преимущественно на Молуккских островах, иногда на острове Сулавеси.